# Söräng
Söräng is een plaats in de gemeente Södertälje in het landschap Södermanland en de provincie Stockholms län in Zweden. De plaats heeft 89 inwoners (2005) en een oppervlakte van 8 hectare.